# Бухаров, Александр Васильевич (учёный)
Александр Васильевич Бухаров (род. 14 июля 1955) — российский физик, доктор технических наук, профессор.
Ведущий учёный в области теплофизики и гидродинамики монодисперсных потоков.

## Биография
Александр Васильевич Бухаров закончил МГУ им. М. В. Ломоносова в 1979 году. Продолжил научную работу на кафедре низких температур МЭИ.
В 2016 году защитил докторскую диссертацию по теме «Теплофизические проблемы получения стабильных капельных потоков с минимальным разбросом по скорости и размерам капель».
Изобретатель, обладатель ряда патентов, в том числе зарубежных, в сфере конструктивных решений установок по получению монодисперсных гранул.

## Научная деятельность
Области научных интересов:
- Теплофизика и теоретическая теплотехника;
- Техника сильных электрических и магнитных полей;
- Низкотемпературный эксперимент;
- Математическая обработка результатов экспериментов;
- Физика специальная;
- Оборудование криогенных систем;
- Компьютерные технологии в ядерной энергетике и теплофизике

А. В. Бухаров — руководитель лаборатории гидродинамики и теплофизики монодисперсных потоков.
Основное направление исследований — гидродинамика капельного распада струй вязкой жидкости
Научная группа профессора А. В. Бухарова проводит исследования теплофизики монодисперсных капельных потоков (для потоков частиц размером от нескольких микрон до нескольких миллиметров). Обоснованы методы получения криогенных (водородных) корпускулярных мишеней для исследований в области физики высоких энергий.
При участии А. В. Бухарова разработана серия экспериментов «Капля-2» на Международной космической станции.
А. В. Бухаров — участник международного проекта PANDA Experiment.

## Публикации

### Книги и монографии
- Бухаров А.В., Дмитриев А.С. Криогенные корпускулярные мишени в энергетике. — М.: Издательство МЭИ, 2013. — 143 с. — ISBN 978-5-7046-1419-7.

### Учебные пособия
- Т. А. Алексеев, А. В. Бухаров, В. Ю. Левашов. Тепломассообмен при конденсации чистых веществ и их смесей

учебное пособие; М-во образования и науки Рос. Федерации, Нац. исслед. ун-т «МЭИ». — Москва : Издательство МЭИ, 2016. — 107 с. ISBN 978-5-7046-1774-7
- А. В. Бухаров , Т. А. Алексеев, В. Ю. Левашов. Исследование теплофизических проблем получения стабильных монодисперсных капельных потоков: учебное пособие. — Москва : Издательство МЭИ, 2019. — 57 с. ISBN 978-5-

### Некоторые статьи
- Конюхов Г.В., Бухаров А.В., Конюхов В.Г. К проблеме отвода низкопотенциального тепла от космических систем большой мощности // Инженерно-физический журнал. — 2020. — Т. 93, № 1. — С. 18—29.
- Boukharov, A.V., Ginevsky, A.F., Vishnevsky, E.V. Injection of high-speed cryogenic liquid jets in a vacuum // Journal of Physics: Conference Series. — 2020. — № 1565(1), 012029.
- Boukharov A.V., Ginevsky A.F., Vishnevsky E.V. Romanov G.A. Cooling of streams of hydrogen and deuterium in relation to units for receiving cryogenic monodisperse targets // Journal of Physics: Conference Series. — 2019. — № 1370, 012030.
- Бухаров А.В., Мартынюк А.П., Гиневский А.Ф., Бухарова М.А., Гуляев В.А. Математическая модель охлаждения донорской почки при бесперфузионной гипотермической консервации. // Современные технологии в медицине. — 2019. — Т. 11, № 2. — С. 123—128.
- Precision resonance energy scans with the PANDA experiment at FAIR: Sensitivity study for width and line shape measurements of the X(3872) / Barucca, G., Davı, F., Lancioni, G., Boukharov A.V….Zimmermann, S., Zmeskal, J., // European Physical Journal A, 2019, 55(3), 42
- Technical design report for the PANDA Barrel DIRC detector/ Singh, B., Erni, W., Krusche, B., Boukharov A.V…Zimmermann, S., Zmeskal, J. // Journal of Physics G: Nuclear and Particle Physics, 2019, 46(4), 045001
- A.V. Boukharov, E.V. Vishnevskii. Using Monodisperse Targets to Solve the Problems of Accelerating Equipment // Physics of Particles and Nuclei Letters. — 2018. — Т. 15, № 7. — С. 839–845.
- A Boukharov, A Balashov, A Timohin, A Ivanov, B Holin. Receiving and use of streams of monodisperse ice granules for cleaning and deactivation of surfaces // Journal of Physics: Conf. Series. — 2017. — № 891, 012131.
- A Boukharov, E Vishnevkii. High speed cryogenic monodisperse targets // Journal of Physics: Conf. Series. — 2017. — № 891, 012132.